# Sydney Water Police
Sydney Water Police - wodna policja w Sydney należąca do policji Nowej Południowej Walii, podlegająca Marine Area Command.
Wodna policja w Sydney powstała nieformalnie w 1789 roku jako straż wioślarska (ang. Row Boat Guard), a ustawowo w 1840 jako Water Police Force. W latach 1853–1856 na rogu ulic Phillip & Alfred powstał budynek policji wodnej Water Police Court, używany do lat siedemdziesiątych XX wieku. Obecnie budynek należy do kompleksu Muzeum Sprawiedliwości i Policji (ang. Justice and Police Museum ).
W 1962 jednostka dysponowała siedmioma nowoczesnymi łodziami motorowymi 'Nemesis', 'James F. Scott', 'Wm. J. Mackay', 'Adastrea', 'Typhon', 'Vigilant' i 'Osiris'.
Policja zajmuje się m.in. patrolowaniem portu w Sydney i wód przybrzeżnych, ratownictwem wodnym i lotniczym, ratownictwem podczas powodzi, nurkowaniem. Policja brała udział w zabezpieczeniu Olimpiady w Sydney. Nowy budynek jej komendy mieści się na Cameron's Cove w porcie i jest chłodzony geotermalnie. Policja wodna jest częściowo odpowiedzialna za niepowodzenie projektu informatyzacji w latach 2000-2002. Dawny teren bazy na półwyspie Pyrmont zakupiło miasto, żeby urządzić tam park.
Serial australijskiej TV Szczury wodne przedstawia w dowolny sposób pracę Sydney Water Police. Policjanci używają łodzi Nemesis.